# К Элизе
«К Элизе» (нем. Für Elise, багатель No. 25 ля минор для фортепиано соло, WoO 59, Bia 515) — фортепианная пьеса-багатель Людвига ван Бетховена.
Это произведение Бетховена на протяжении многих лет является одним из самых известных шедевров мировой музыки. Входит в обязательную программу произведений в музыкальных школах всего мира. Написано в тональности ля минор. Оно не было известно при жизни Бетховена и было обнаружено только через 40 лет после его смерти. Личность «Элизы» достоверно не установлена.

## История

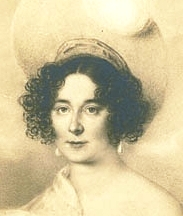
Тереза Малфатти

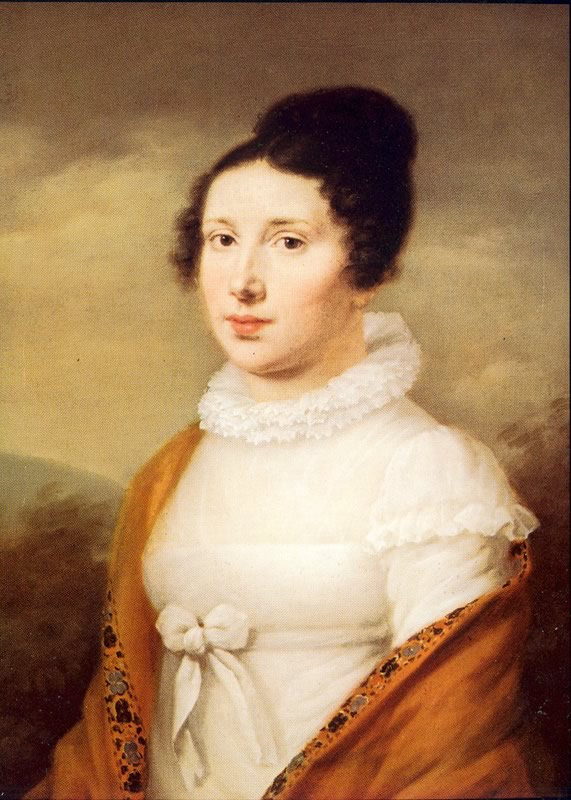
Элизабет Рёкель

В 1865 году биограф композитора, музыкант Людвиг Ноль (1831—1885), обнаружил рукопись «К Элизе» у Бабетты Боредль в Мюнхене. Рукопись состояла из альбомного листа с посвящением и нотами. На альбомном листе рукой Бетховена было написано: «Fur Elise am 27 April zur Erinnerung von L. v. Bthvn», что Ноль расшифровал как: «Элизе. 27 апреля на память о Л. в. Бетховене». Год указан не был, однако на нотах, прилагавшихся к посвящению, имелись также наброски к появившемуся в 1810 году «Эгмонту» (сочинение 84), что позволяло датировать рукопись 1810 годом.
В 1867 году Людвиг Ноль впервые опубликовал имевшиеся у него материалы в том виде, в котором мы знаем эту фортепьянную пьесу теперь, но сама рукопись вскоре бесследно исчезла.
В октябре 2009 года исследователь творчества Бетховена, испанский пианист Лука Кальянторе в своём докладе в Барселонском университете заявил, что имеет основания предполагать: Бетховен мог не быть автором «К Элизе» в форме версии, опубликованной Людвигом Нолем. Согласно проведённым им восьмилетним исследованиям, тема произведения и практически весь материал, содержащийся в пьесе, несомненно, принадлежат Бетховену, что доказано тщательной проверкой черновиков рукописи BH 116, хранящейся в доме-музее Бетховена в Бонне, но самой рукописи с автографом, давшим имя произведению, никогда не существовало.

## Личность «Элизы»
Доподлинно неизвестно, кем была «Элиза».
В 1923 году исследователь творчества Бетховена Макс Унгер предположил, что Ноль неправильно интерпретировал неразборчивый почерк композитора, и «К Элизе» на самом деле было посвящено пианистке и ученице Бетховена Терезе Малфатти фон Роренбах цу Децца (1792—1851), виртуозно исполнявшей его произведения. Это предположение было основано на том, что Бетховен ухаживал за ней и даже собирался жениться, но получил отказ. Кроме этого, рукопись долгое время хранилась именно у неё. К Бабетте Бредль, владевшей и другими документами из архива Бетховена, она могла попасть через ее внебрачного сына, композитора Рудольфа Шахнера (1816—1896), друга семьи Малфатти, унаследовавшего все музыкальные архивы Терезы.
По другой версии, выдвинутой в 2009 году берлинским музыковедом и исследователем творчества Бетховена Мартином Копитцем, автором издания «Бетховен глазами своих современников», пьеса «К Элизе» была посвящена немецкой сопрано-певице Элизабет Рёкель, младшей сестре друга композитора, тенора Йозефа Рёкеля. В дружеском кругу девушку звали Элизой, а когда в 1810 году она переехала из Вены в Бамберг, Бетховен сделал ей прощальный подарок. Однако каким образом пьеса попала к Терезе Малфатти ещё при жизни Элизабет Рёкель остаётся неясным.
В 2013 году австрийский музыковед Майкл Лоренц предположил, и с этим согласен Юрген Мэй, что более поздний владелец Рудольф Шахнер мог дописать к тексту Бетховена фразу «к Элизе» и посвятить ее своей жене Элизе (урожденной Вендлинг) или дочери, которую также звали Элизой. Однако это противоречит словам Людвига Ноля о том, что вся надпись целиком была сделана «рукой Бетховена».
В 2014 году канадский музыковед Рита Стеблин предположила, что «Элизой» могла быть Элиза Баренсфельд. Она была немецкой сопрано-певицей. Родилась в Регенсбурге, Бавария и считалась музыкальным вундеркиндом. В детстве путешествовала с концертами с другом Бетховена Иоганном Непомуком Мельцелем, в доме которого жила до 17 лет, получила уроки пения в Вене у Антонио Сальери. Стеблин утверждает, что Бетховен посвятил это произведение 13-летней Элизе Баренсфельд как услугу Терезе Малфатти, которая жила напротив дома Мельцеля и Баренсфельд и могла давать девочке уроки фортепианной игры. Стеблин признает, что ее гипотеза остается под вопросом.

## Обработки
- Песня Катерины Валенте и Сильвио Франческо[итал.] «Rote Rosen werden blüh’n» (1959)
- Эндрю Ллойд Уэббер и Тим Райс написали песню «1969» для британской певицы Росс Ханнаман в 1967 году.
- Голландская группа Shocking Blue использовала отрывок из «К Элизе» в песне «Broken heart» c альбома «Attila» 1972 года.
- В 1985 году немецкая группа Accept сделала знаменитую хэви-метал-обработку пьесы для заглавной композиции своего альбома «Metal Heart». В свою очередь, в 1998 году кавер-версию на эту песню записала норвежская блэк-метал-группа Dimmu Borgir (сборник Godless Savage Garden)
- Гитарист группы Accept Вольф Хоффманн записал блюзовую версию «К Элизе» под названием «Blues For Elise», вошедшую в его сольный альбом «Classical» 1997 года.
- Михаил Круг использовал отрывок из «К Элизе» в песне «Красные Карманы» с альбома «Мадам» 1998 года.
- Ramon Roberto T. Nario также сделал хэви-метал-обработку пьесы[6].
- Японская девичья идол-группа Shiritsu Ebisu Chugaku использовала фрагмент из «К Элизе» в своей песне «Karikeiyaku no Cinderella».
- Немецкая группа из Веймара Die Apokalyptischen Reiter использовала фрагмент из «К Элизе» в своей песне «Die Schönheit der Sklaverei» альбома «All You Need Is Love[англ.]» 2000 года.
- Немецкая группа Necrophagist использовала фрагмент «К Элизе» в песне «The Stillborn One» (2:43) с альбома 2004 года Epitaph[источник не указан 2256 дней].
- Итальянский гитарный квартет 40 Fingers в 2021 году записал версию композиции в стиле фламенко.